# Sonic's Rendezvous Band
I Sonic's Rendezvous Band furono un gruppo rock proveniente da Detroit, Michigan, formatosi negli anni settanta e che annoverava tra le sue file veterani della scena rock di Detroit degli anni sessanta. Oltre al leader e chitarrista Fred Sonic Smith (ex MC5) il gruppo comprendeva il cantante e compositore Scott Morgan (ex Rationals, gruppo di Detroit degli anni sessanta con influenze soul), Gary Rassmussen degli Up e Scott Asheton degli Stooges.

## Storia del gruppo
Benché rimasti virtualmente sconosciuti, il loro unico singolo, City Slang, creò molto interesse nei fan dell'hard rock e del Detroit rock. Un bootleg registrato male intitolato Strikes Like Lightning circolò nel 1980. Nonostante avesse una pessima registrazione, il disco rivelò comunque delle potenzialità nel gruppo, tanto che artisti di fama come David Bowie ebbero parole di elogio. Ma la mancanza di materiale registrato fece rimanere il gruppo nell'ombra.
L'interesse sul gruppo si riaccese nei tardi anni novanta, quando la Alive/Total Energy Records pubblicò una versione inedita della canzone Electrophonic Tonic. Nel 1999 la Mack Aborn Rhythm Arts pubblicò una raccolta in compact disc di rare registrazioni dal vivo ed in studio dal titolo Sweet Nothing. L'album ricevette un buon riscontro, tanto che l'anno successivo venne pubblicato la raccolta City Slang. Tutti e due gli album esaurirono in poco tempo le copie disponibili.
Questa riscoperta del gruppo rinnovò l'interesse verso Scott Morgan, che negli anni ottanta suonò con diversi gruppi minori, come gli Scots Pirates e la Scott Morgan Band. Gli Hellacopters, dichiaratisi discepoli dei Sonic's Rendezvous Band, registrarono cinque cover dei Sonic Rendezvous Band e di Scott Morgan (City Slang, 16 With a Bullet, Downright Blue, Heaven, Slow Down (Take A Look)), cosa che porterà agli Hellacopters molta notorietà. Scott Morgan registrerà quindi con Nicke Royale (cantante e chitarrista degli Hellacopters) due dischi del progetto Hydromatics, nonché un album soul come The Solution. Scott Morgan si unirà anche a Deniz Tek dei Radio Birdman per realizzare un disco dal vivo come Powertrane.
Nel settembre del 2006, la casa discografica Easy Action pubblicherà un box set composto da sei CD chiamato semplicemente Sonic's Rendezvous Band, approvato dai componenti rimanenti del gruppo, nonché da Patti Smith, vedova di Fred Smith, e dai suoi figli.

## Discografia

### Raccolte
- 1999 - Sweet Nothing
- 2000 - City Slang
- 2006 - Sonic's Rendezvous Band

### Singoli
- 1978 - City Slang
- 1999 - Electrophonic Tonic

### Bootleg
- 1980 - Strikes Like Lightning